# Косминский Камень
Ко́сминский Камень — возвышенность, расположенная в Ненецком автономном округе, Архангельской области и Республике Коми.
Косминский Камень — самая западная гряда Тиманского кряжа. Возвышенность протянулась от Чёшской губы на севере до истоков рек Мезенская Пижма и Печорская Пижма в Республике Коми на юге. Длина гряды — около 300 км. Иногда в понятие Косминский Камень включается Четласский Камень, расположенный к югу от Мезенской Пижмы. Высота гряды — до 330 м (в истоках реки Цильма).
Косминский Камень сложен песчаниками и сланцами, выходы порфирита. В бассейне Печорской Пижмы открыты месторождения россыпного титана. Пологие склоны Косминского Камня покрыты на севере лесотундрой, а на юге — тайгой.